# Préhistoire de l'Inde
La préhistoire de l'Inde commence avec les premières traces laissées par l'Humain en Inde, il y a environ 2,8 millions d'années, et s'achève avec l'introduction des premiers écrits historiques, vers le VIe siècle av. J.-C. Le terme Inde est dans cet article pris au sens de sous-continent indien, et inclut donc le Pakistan, le Bangla Desh et le Népal.

## Historique
D'anciens outils lithiques ont été découverts dès 1935 dans les ravinements des terrasses de lœss de la rivière Soan, au Pendjab, dans l'actuel Pakistan, par une mission archéologique dirigée par le géologue allemand Helmut de Terra et comprenant le paléontologue français Pierre Teilhard de Chardin. Les assemblages lithiques trouvés à l'époque et par la suite dans le nord-ouest du sous-continent indien étaient constitués de bifaces, d’une part, et de galets aménagés et éclats roulés, d’autre part, tous qualifiés de soaniens sur une large partie du Pléistocène moyen allant jusqu'au Pléistocène supérieur. Le Soanien, caractéristique des terrasses fluviatiles de l’Inde du Nord-Ouest, qu’il s’agisse des piémonts ou de la grande plaine du Pendjab, était donc à l'origine une appellation plus géographique que typologique.

## Paléolithique inférieur
Sur le site de Masol, près de Chandigarh, dans la chaine des Siwaliks, qui court du Pakistan jusqu'en Assam, l'équipe française du programme de recherche en Inde du laboratoire de Préhistoire du Muséum national d'Histoire naturelle et la Society for Archaeological and Anthropological Research de Chandigarh ont trouvé depuis 2009 quatre os fossiles d'animaux, datés au plus de 2,95 millions d’années, présentant des traces de découpe et de percussion,. Un galet aménagé différent du type oldowayen mais proche du type de Longgupo (Homme de Whushan) en Chine, a été découvert en 2017 en place dans la stratigraphie ; il est daté du même âge que les ossements fossiles.
Les vestiges lithiques découverts à ce jour attestent que le piémont himalayen, c'est-à-dire la chaine des Siwaliks, était occupé par des homininés dès le Pliocène supérieur. Dans cette zone de transition entre plaine et haute montagne, la présence humaine apparait d'abord dans la plaine indusienne sous-himalayenne vers 2,8 millions d'années et en basse altitude . À Riwat, une localité située au sud d’Islamabad, près de la rivière Soan, au Pakistan, quelques éclats en quartzite de type oldowayen ont été exhumés en contexte stratigraphique entre 1981 et 1985, par l'équipe du préhistorien britannique Robin Dennell, datés au moins de 1,9 million d'années puis de plus de 2 millions d'années.
Le site d'Attirampakkam, à 60 km de Chennai, dans le Tamil Nadu, a livré (Robert Bruce Foote (en), 1863) les plus anciens outils lithiques acheuléens connus hors d'Afrique, datés d'environ 1,5 million d'années : culture de Madras (en).
Une culture lithique acheuléenne a été découverte à Isampur, dans l’État du Karnataka, où des restes fauniques ont été datés en 2001 d’environ un million d’années.
Au Pléistocène moyen, les industries du Paléolithique inférieur en Inde du nord-ouest appartiennent à deux cultures lithiques, l'Acheuléen et le Soanien ancien. Dans les Siwaliks du nord-ouest, l'Acheuléen apparait entre 700 et 500 000 ans, tandis que le Soanien est abondant sur les terrasses alluviales postérieures à 400 000 ans.
À partir d'environ 400 000 ans, on trouve des vestiges d'outils lithiques dans la vallée de la Narmada, en Inde centrale. D’autres types d'industries ont été découverts en Inde du Sud, dans les vallées de la Godavari et de la Krishna. Les pièces les plus anciennes de l’industrie lithique sont des bifaces relativement grossiers.

### L'Homme de la Narmada
La découverte en 1982 d'une calotte crânienne fossile dans la moyenne vallée de la Narmada, dans la province de Madhya Pradesh, en Inde centrale, représente le plus ancien fossile humain découvert à ce jour sur l'ensemble du sous-continent indien. Il est daté approximativement de 300 000 à 150 000 ans et appartiendrait à une femme adulte. Le chercheur indien Arun Sonakia, de l'Institut géologique d'Inde, a découvert le fossile en surface, sur une épaisse couche de sédiments fluviatiles du Pléistocène, incorporé dans une gravière agglomérée riche en fossiles de paléofaune, sur la rive nord du fleuve. Le site se trouve près du village d'Hathnora et à environ 40 km à l'est de la ville d'Hoshangabad.
Le fossile comprend presque toute la base du crâne, la moitié gauche de la voute cranienne, et une partie de la face supérieure, incluant l'orbite et le torus sus-orbitaire gauches. Il manque néanmoins l'essentiel de la face ainsi que la mandibule, et aucune dent n'a été trouvée. Le fossile n'a pas pu être daté directement. Il était cependant associé dans les sédiments avec des vestiges lithiques constitués principalement de bifaces et de hachereaux, typiques de l'industrie acheuléenne, ce qui lui donne une ancienneté remontant probablement au Pléistocène moyen. Les fossiles de paléofaune trouvés avec le crâne ont été rattachés au Pléistocène moyen tardif, ce qui explique la datation indiquée ci-dessus.
En 1997 a été annoncée la découverte entre 1983 et 1992 dans les mêmes dépôts sédimentaires de la même région d'une clavicule humaine droite, correspondant peut-être à la même population.
Dans sa publication de 1984, Arun Sonakia attribuait le fossile à l'espèce Homo erectus, la seule connue à l'époque pour cette période en Asie. Au cours des années suivantes, le fossile a été étudié par Marie-Antoinette de Lumley, du Laboratoire de paléontologie humaine et de préhistoire de Marseille, et par Kenneth A. R. Kennedy, du Laboratoire de biologie humaine de l'université Cornell, à Ithaca, aux États-Unis. Marie-Antoinette de Lumley a constaté que la morphologie du crâne n'était pas typique des formes d'Homo erectus connues en Chine et en Indonésie. Par exemple, la capacité crânienne des fossiles asiatiques du Pléistocène moyen est d'environ 1 000 cm3, mais ses estimations du crâne de la Narmada sont comprises entre 1 155 et 1 421 cm3, ce qui se rapproche de l'espèce Homo sapiens. Elle a qualifié à l'époque le fossile d'Homo erectus évolué. Kenneth A. R. Kennedy a effectué des mesures morphologiques plus poussées et a procédé à des analyses statistiques qui soutiendraient une attribution du fossile à une forme archaïque d'Homo sapiens.
Depuis 2010, une nouvelle espèce humaine est apparue sur la scène asiatique, qui correspondrait mieux aux descriptions du fossile faites lors des études précédentes, à savoir l'Homme de Denisova.

## Paléolithique moyen
Le Paléolithique moyen, dans les Siwaliks, reste riche en outils sur galets, si bien qu'il est généralement appelé Soanien récent.
À Attirampakkam, près de Chennai, dans le Tamil Nadu, on a trouvé une industrie lithique du Paléolithique moyen, avec méthode Levallois attestée, datée de 385 000 à 172 000 ans. Ce sont les plus anciens vestiges du Paléolithique moyen connus hors d'Afrique.
On a trouvé dans le sud de l'Inde, à Jwalapuram, des vestiges d'outils lithiques dans des couches stratigraphiques précédant et suivant de peu la catastrophe de Toba, datée de 74 000 ans avant le présent (AP), montrant que cette éruption volcanique cataclysmique aurait peut-être eu des conséquences moindres qu'estimé initialement.

## Paléolithique supérieur
Les plus anciens fossiles d'homme moderne trouvés en Inde sont datés d'environ 30 000 ans, mais les analyses génétiques réalisées sur les populations indiennes actuelles indiquent que l'homme moderne serait arrivé en Inde il y a environ 55 000 ans.

## Néolithique
L'agriculture apparait pour la première fois à Mehrgarh, au Baloutchistan pakistanais, vers 6 500 av. J.-C., puis s'étend peu après à la vallée de l'Indus.
Selon une étude génétique publiée en 2019, portant sur le génome d'un individu ancien appartenant à la civilisation de la vallée de l'Indus, le séquençage de son ADN montre un mélange entre une origine iranienne pré-néolithique (la plus grande composante) et une origine correspondant aux chasseurs-cueilleurs d'Asie du Sud-Est (pour une part très minoritaire). D'autres spécimens anciens analysés précédemment, provenant d'Iran et du Turkménistan et antérieurs à la vague indo-européenne, montrent cette même origine iranienne pré-néolithique, aussi bien chez les chasseurs-cueilleurs que chez les éleveurs ou les cultivateurs du plateau iranien. Ces résultats semblent indiquer qu'il n'y aurait pas eu dans cette région de vague de peuplement néolithique comparable à celle qu'a connue l'Europe en provenance d'Anatolie, mais que l'adoption de l'agriculture aurait largement été le fait de groupes locaux. Le remplacement des populations de chasseurs-cueilleurs issus de la première vague de peuplement venue d'Afrique il y a environ 55 000 ans serait donc, entre les monts Zagros et l'Indus, antérieure au Néolithique.
Une autre étude génétique parue en 2019 propose un schéma plus simple en estimant que la population de l'Inde du IIIe millénaire av. J.-C. est issue d'un mélange génétique entre des agriculteurs originaires d'Iran et des chasseurs-cueilleurs d'Asie du Sud, ce mélange ayant eu lieu entre 4700 et 3000 av. J.-C..

## Âge du bronze

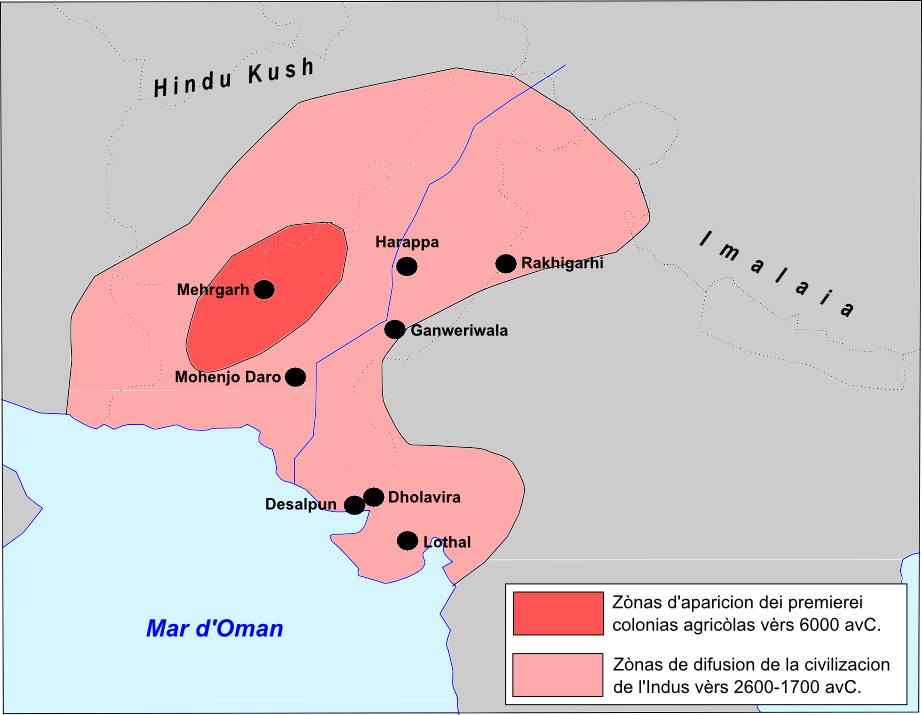
Extension de la civilisation de la vallée de l'Indus (en rose) à partir des zones d'apparition de l'agriculture dans la région (en rouge)

### Civilisation de la vallée de l'Indus
À partir du XXVIe siècle av. J.-C., les habitants de la vallée de l'Indus et de la région côtière voisine développent une culture urbaine fondée sur l'agriculture, l'artisanat du bronze et le commerce. Des objets sont échangés avec les contrées voisines, notamment en Asie centrale, en Iran, et jusqu'en Mésopotamie.

La civilisation de la vallée de l'Indus disparait vers 1900 av. J.-C., pour des raisons encore mal comprises. Les brèves traces d'écriture qu'elle a laissées n'ont pas encore été déchiffrées.

### Invasions aryennes
Durant le IIe millénaire av. J.-C., des tribus de pasteurs nomades parlant une langue indo-européenne envahissent le sous-continent indien à partir du nord-ouest. En s'installant dans la vallée de l'Indus et dans la vallée du Gange, elles auraient assimilé les cultures précédentes, probablement dravidiennes[réf. nécessaire]. Des études génétiques publiées en 2017 sont venues appuyer cette vision,.
Une vaste étude génétique portant sur la formation génomique de l'Asie du Sud et centrale, parue en 2018, avance qu'« il est frappant de constater que la grande majorité des locuteurs indo-européens vivant à la fois en Europe et en Asie du Sud recèlent de nombreuses fractions d'ascendance liées aux pasteurs de la steppe de Yamna, suggérant que le « proto-indo-européen tardif », la langue ancestrale de tous les peuples modernes indo-européens, était la langue de la culture Yamna. Notre documentation sur la pression génétique à grande échelle exercée en Inde du Nord par les groupes de la steppe au deuxième millénaire avant notre ère fournit désormais de nouvelles preuves, cohérentes avec les traces archéologiques de liens entre la culture matérielle de l'Âge du bronze moyen à tardif dans la steppe kazakhe et la culture védique précoce en Inde. »

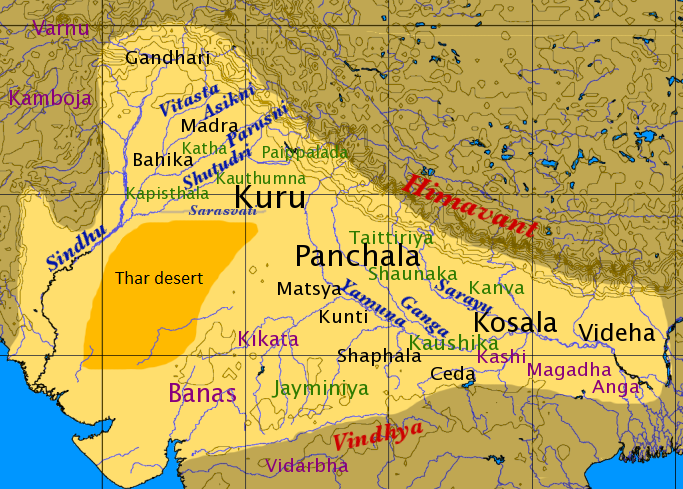
Carte de l’Inde védique de l’Âge du fer, d'après Witzel (1989). Les populations védiques sont en noir, les autres peuples mentionnés dans les textes védiques anciens en violet, et les śākhā (écoles religieuses védiques) en vert. Le désert du Thar est en orange.

## Période védique
C'est durant cette période que les textes hindouistes canoniques, tels que les quatre Vedas, les Brahmanas, les Aranyakas et les Upanishads sont composés en sanskrit védique, une forme ancienne du sanskrit. La culture associée à cette période, parfois désignée comme la civilisation védique, se développe au nord et au nord-ouest du sous-continent indien. L'Inde antique sera ainsi fédérée par l’usage du sanskrit, employé par les élites comme langue de culture.